# Glitter Force Doki Doki
Dokidoki! Pretty Cure (ドキドキ！プリキュア?, Dokidoki! Purikyua, Dokidoki! Precure, lett. "Batticuore! Pretty Cure") è la decima serie anime del franchise di Pretty Cure, creata da Izumi Tōdō e prodotta dalla Toei Animation. Trasmessa in Giappone su TV Asahi dal 3 febbraio 2013 al 26 gennaio 2014, in Italia è arrivato l'adattamento americano Glitter Force Doki Doki, la cui prima metà è diventata disponibile su Netflix dal 18 agosto 2017 e la seconda dal 10 novembre 2017.
Dokidoki! Pretty Cure è preceduta da Smile Pretty Cure! e seguita da HappinessCharge Pretty Cure!.

## Trama
Il Regno di Splendorious è un mondo governato da una magnanima principessa dove tutti vivono felici, ma un giorno viene attaccato da una forza malvagia chiamata Mercenare. Una Glitter Force al servizio della corona cerca di respingere il nemico insieme alla principessa e ai sudditi, ma fallisce, dividendosi dalla principessa e arrivando da sola sulla Terra, dove decide di cercarla; insieme a lei, oltre alla sua fata, ce ne sono altre tre, mandate dalla principessa alla ricerca della propria Glitter Force.
Nel mondo umano, Maya Aida è una ragazza che ama aiutare gli altri. Mentre visita l'osservatorio della Clover Tower, durante la giornata di orientamento organizzata dalla sua scuola, incontra un mostro che cerca di spaventare le persone; in suo soccorso arrivano le fate del Regno di Splendorious, che fanno sì che Maya possa trasformarsi in Glitter Cuori. Insieme alla razionale Rachel Woods / Glitter Quadri, la benestante Clara Yotsuba / Glitter Fiori e la famosa idol Mackenzie Mack / Glitter Picche, la ragazza deve proteggere i cuori delle persone dai Mercenare e trovare la principessa. A metà serie, alle quattro guerriere se ne aggiunge una quinta, la saggia Natalie Miller / Glitter Ace.

## Personaggi

### Glitter Force
Maya Aida (相田 マナ?, Aida Mana, Mana Aida) / Glitter Cuori (キュアハート?, Kyua Hāto, Cure Heart)
Doppiata da: Hitomi Nabatame (ed. giapponese), Francesca Tardio (ed. italiana)
Nata il 4 agosto, ha 14 anni e frequenta la seconda media alla Sea Shell Bay. Sempre solare e frizzante, è brava sia negli sport che nello studio, fa la presidentessa del consiglio studentesco e sogna in futuro di diventare primo ministro. A scuola è molto ammirata e sia gli studenti che gli insegnanti si fidano di lei. Amica d'infanzia di Rikka e Alice, ama aiutare gli altri e si occupa dei problemi altrui, come risolvere litigi e aiutare nelle attività extracurriculari, ma troppo spesso si fa coinvolgere nelle situazioni senza pensare, infatti Rachel la rimprovera spesso e la definisce come "il principe felice". Grazie al suo carattere estroverso e volenteroso, sviluppa un legame particolare con Regina, che cerca di aiutare in ogni modo. Negata nel canto, adora l'omurice che prepara suo padre, proprietario del ristorante Pigtail. Si trasforma in Glitter Cuori, la Glitter Force del simbolo Cuori, di colore rosa, la cui frase simbolo è "Triste [nome del mostro] che hai perso l'amore, io, Cure Heart, ti restituirò il batticuore!" (「愛を無くした悲しい○○さん、このキュアハートがあなたのドキドキ取り戻してみせる！」?, "Ai wo nakushita kanashī ••-san, kono Kyua Hāto ga anata no dokidoki torimodoshite miseru!"); nell'adattamento italiano, basato su quello americano, la frase è invece "Consegna speciale: ecco un pezzettino del mio cuore! Sentirai l'amore in te!/Senti il Doki-Doki in te!". Nella battaglia finale ottiene inoltre, grazie ai poteri combinati delle altre guerriere e dei tre oggetti sacri, il potere di trasformarsi in Glitter Cuori Modalità Partenone.
Rachel Woods (菱川 六花?, Hishikawa Rikka, Rikka Hishikawa) / Glitter Quadri (キュアダイヤモンド?, Kyua Daiyamondo, Cure Diamond)
Doppiata da: Minako Kotobuki (ed. giapponese), Raffaella Castelli (ed. italiana)
Nata il 17 settembre, ha 14 anni e frequenta la seconda media alla Sea Shell Bay. Intelligente e razionale, è la segretaria del consiglio studentesco, ama studiare e si classifica sempre tra i primi dieci nelle prove d'esame nazionali. Il suo sogno è diventare medico ed è molto brava nell'osservare le persone e le situazioni. Dotata di buonsenso, per Mana rappresenta un punto di riferimento; le due si conoscono molto bene, essendo diventate amiche una decina di anni prima quando Rikka si è trasferita nello stesso quartiere, ed entrambe sono amiche sin dall'infanzia di Alice. Passa molto tempo al ristorante Pigtail, di proprietà della famiglia Aida, perché sua madre è una pediatra, mentre suo padre è un fotografo giramondo e non sono quasi mai a casa. Si trasforma in Glitter Quadri, la Glitter Force del simbolo Quadri, di colore blu, la cui frase simbolo è "Non posso perdonare chi calpesta i pensieri delle persone. Io, Cure Diamond, raffredderò un po' la tua testa!" (「人の心を踏みにじるなんて許せない！このキュアダイヤモンドがあなたの頭を冷やしてあげる！」?, "Hito no kokoro wo fuminijiru nante yurusenai! Kono Kyua Daiyamondo ga anata no atama wo hiyashite ageru!"); nell'adattamento italiano, basato su quello americano, la frase è invece "Creatura dell'oscurità, non puoi distruggere le speranze e le cose delle persone, Il mio potere dei diamanti ti illuminerà!".
Clara Yotsuba (四葉 ありす?, Yotsuba Arisu, Alice Yotsuba) / Glitter Fiori (キュアロゼッタ?, Kyua Rozetta, Cure Rosetta)
Doppiata da: Mai Fuchigami (ed. giapponese), Germana Savo (ed. italiana)
Nata il 28 maggio, ha 14 anni e frequenta la seconda media all'accademia privata Nanatsu Hashi. Benestante e dal carattere calmo, è l'erede delle industrie Yotsuba e proprietaria della Clover Tower, come anche di molte altre strutture in tutta la città. Ha molti talenti, dalla cucina, allo sport, alla musica e spesso dice o fa delle cose strane che stupiscono gli altri. È amica sin dall'infanzia di Mana e Rikka, con le quali ha frequentato le scuole elementari. Da bambina temeva la forza acquisita dalla pratica delle arti marziali (tra cui il kendō e l'aikidō) perché non voleva far del male agli altri, ma poi capisce di poterla usare per proteggere le persone che ama e la utilizza in battaglia per difendere le compagne. Grazie alla ricchezza della sua famiglia, mette a disposizione le tecnologie più avanzate per aiutare le Pretty Cure, offrendosi all'inizio come finanziatrice prima di entrare effettivamente nel gruppo. Si trasforma in Glitter Fiori, la Glitter Force del simbolo Fiori, di colore giallo, la cui frase simbolo è "L'amore è ciò che fa girare il mondo. Avanti, anche tu con me per favore dai nutrimento a quell'amore!" (「世界を制するのは愛だけです。さあ、あなたも私と愛を育んでくださいな！」?, "Sekai wo seisuru no wa ai dake desu. Saa, anata mo watashi to ai wo hagukunde kudasai na!"); nell'adattamento italiano, basato su quello americano, la frase è invece "Porto la luce dell'amore nell'ombra più oscura… nulla può resistere al radioso bagliore del mio potere glitter!"
Mackenzie Mack (剣崎 真琴?, Kenzaki Makoto, Makoto Kenzaki) / Glitter Picche (キュアソード?, Kyua Sōdo, Cure Sword)
Doppiata da: Kanako Miyamoto (ed. giapponese), Alessandra Cerruti (ed. italiana)
Nata il 4 novembre, ha 14 anni e proviene dal Regno di Splendorious. Seria nel privato quanto sorridente in pubblico, all'inizio è già una Pretty Cure, cantante personale della Principessa Marie Ange e capo delle guardie del palazzo. Il non essere riuscita a difendere il regno quando è stato attaccato è per lei fonte di rammarico e, essendosi separata da Marie Ange, desidera trovarla: per questo, una volta giunta sulla Terra assume la falsa identità di Makoto e diventa un'idol, soprannominata "Mako-Pi" (まこぴー?, Makopī) dai suoi fan, nella speranza che il suo canto attiri l'attenzione della principessa. Una volta rintracciata quest'ultima, ha qualche momento di esitazione e pensa di mollare la carriera artistica poiché lo scopo per cui l'ha intrapresa è stato raggiunto, ma grazie a un messaggio di Marie Ange che le dice di cantare per se stessa, ritrova ben presto la voglia di continuare. È orfana e ha vissuto nell'orfanotrofio di Splendorious con altri bambini, dove la principessa andava a trovarli per giocare; il nome Cure Sword le è stato dato dalla principessa, con il significato di "spada del coraggio che trafigge i cuori". È una ragazza solitaria e all'inizio non vuole combattere insieme alle altre Pretty Cure perché non vuole che nessun altro venga coinvolto nella battaglia. Inizialmente non sa né cucinare né sbrigare le faccende domestiche, ma grazie all'aiuto di Maya riesce a migliorare. S'iscrive quindi alla Sea Shell Bay, dove frequenta la seconda media. Si trasforma in Glitter Picche, la Glitter Force del simbolo Picche, di colore viola, la cui frase simbolo è "Io, Cure Sword, con la spada dell'amore, dimostrerò di poter tagliare la tua ambizione!" (「このキュアソードが、愛の剣で、あなたの野望を断ち切ってみせる！」?, "Kono Kyua Sōdo ga, ai no tsurugi de, anata no yabō wo tachikitte miseru!").
Natalie Miller (円 亜久里?, Madoka Aguri, Aguri Madoka) / Glitter Ace (キュアエース?, Kyua Ēsu, Cure Ace)
Doppiata da: Rie Kugimiya (ed. giapponese), Giorgia Locuratolo (ed. italiana)
È una bambina delle elementari che è stata adottata da un'anziana signora di nome Mari, che un anno prima l'ha vista scendere dal cielo, neonata, e crescere sotto i suoi occhi pochi minuti dopo. Appare per la prima volta quando salva le altre Glitter Force da Regina; si presenta poi a loro nella sua forma civile. È molto tranquilla, posata e saggia, fino al punto da dare consigli agli altri e stabilire delle regole da rispettare, ma ha una grande debolezza per i dolci e le cose carine, e ha appreso dalla nonna adottiva la tradizionale cerimonia del tè; inizialmente odia le carote, ma poi comincia ad apprezzarle. Pur essendo più piccola delle altre guerriere, quando si trasforma cresce notevolmente grazie al potere dei suoi sentimenti, e vuole molto bene ad Ai, che tratta come una sorellina, e a Mari, che considera una nonna. Stringe una sincera amicizia con El. In seguito si scopre che è la parte buona di Marie Ange, nata dall'amore della principessa verso il regno, opposta a Regina che è destinata a combattere. Si trasforma in Glitter Ace, la Glitter Force del simbolo Asso, di colore rosso, la cui frase simbolo è "La bellezza è la prova della giustizia: con un solo occhiolino, io la inietterò nel tuo cuore!" (「美しさは正義の証し、ウインク１つで、あなたのハートを射抜いてさしあげますわ！」?, "Utsukushi-sa wa seigi no akashi, uinku 1-tsu de, anata no hāto wo inuite sashiagemasu wa!"); nell'adattamento italiano, basato su quello americano, la frase è invece "Nemici della giustizia in guardia, io mi porto sempre il mio asso vincente e in guerra come a carte niente batte un ace". Nonostante sia molto forte, può rimanere trasformata solo per cinque minuti, ma successivamente grazie allo Specchio di Cristallo questo limite di tempo cade.

### Mercenare
Re Mercenare (キングジコチュー?, Kingu Jikochū, King Jikochu)
Doppiato da: Hōchū Ōtsuka (ed. giapponese), Fabio Gervasi (ed. italiana)
Il capo dei Mercenare, originariamente era un'entità malefica sigillata dalle Pretty Cure di 10.000 anni fa che salvarono il mondo dalle tenebre. È nato dall'egoismo della gente. Il padre della Principessa Marie Ange, re del Regno di Splendorious, viene posseduto da questa entità quando la libera per curare la figlia molto malata ed evitare di perderla come successe a sua moglie. Dopo aver trasformato molti degli abitanti in suoi servi, viene sigillato nuovamente in un'enorme statua a forma di demone dalla Principessa Marie Ange. Passato diverso tempo, si risveglia completamente e comincia l'invasione della Terra, ma viene distrutto e il re del Regno di Splendorious, fino ad allora rinchiuso al suo interno, viene liberato. Ne sopravvive una piccola parte di cellule, proto-Jikochu, che viene ingerita da Bel nel tentativo di sconfiggere le Pretty Cure; tuttavia, Cure Heart Modalità Partenone, grazie ai poteri combinati delle altre guerriere e dei tre oggetti sacri, lo sconfigge definitivamente.
Regina (レジーナ?, Rejīna)
Doppiata da: Kumiko Watanabe (ed. giapponese), Fabiola Bittarello (ed. italiana)
È una ragazza bionda ed è la figlia di King Jikochu. Si comporta da bambina viziata e tratta i membri del Jikochu Trio dall'alto in basso, facendosi servire. Ha il potere di costringere le persone a dare vita a uno Psyche anche quando non provano sentimenti egoistici; in realtà, Regina spiega che tutti in fondo al cuore sono un po' egoisti e si serve di ciò per evocare i suoi Jikochu. Sviluppa un legame speciale con Mana, cominciando a provare sentimenti come l'amore e l'amicizia e dubitando se sia giusto o meno distruggere gli umani, ma a causa di questo il padre le fa il lavaggio del cervello e la fa ritornare malvagia. Disposta a tutto pur di eliminare le Pretty Cure, riesce a impossessarsi e attivarne i poteri della Lancia di Luce, uno dei tre oggetti sacri appartenuto in passato alla Principessa Marie Ange. Si scopre che è la parte malvagia di Marie Ange, nata dall'amore della principessa verso suo padre, opposta a Cure Ace che è destinata a combattere. Dopo uno scontro con Cure Heart, capisce di volerle bene e si allea con lei e le altre Pretty Cure per cercare di liberare il padre dall'entità malefica che l'ha soggiogato. Successivamente, tornata la pace, inizia a frequentare la stessa scuola di Mana. Nel romanzo della serie si trasforma fondendosi con Aguri e Ai in Cure Joker (キュアジョーカー?, Kyua Jōkā), la Pretty Cure del simbolo del jolly, di colore rosso e nero.
Ira (イーラ?, Īra)
Doppiato da: Mayumi Tanaka (ed. giapponese), ? (ed. italiana)
È un giovane ragazzo dal comportamento immaturo. Fa parte del Jikochu Trio e non va d'accordo con Mammo e Gula. Spesso, dopo l'ennesima sconfitta contro le Pretty Cure, sfoga la sua rabbia sul bowling. Sviluppa tuttavia un legame con Rikka, quando quest'ultima, sebbene sia un nemico, lo accudisce e lo ospita in casa sua dopo averlo trovato momentaneamente privo di sensi e memoria; in seguito torna a combattere contro di lei, ma non dimentica il gesto fatto dalla ragazza nei suoi confronti. Riceve per un breve periodo il Blood Ring, un anello controllabile dai grandi poteri, creato dalla Janergy di Leva e Gula, che viene però distrutto dopo che Bel lo usa con quello di Mammo contro le Pretty Cure. Il suo nome deriva dal vizio capitale dell'ira.
Marmo (マーモ?, Māmo, Mammo)
Doppiata da: Atsuko Tanaka (ed. giapponese), Monica Vulcano (ed. italiana)
È una donna elegante e vanitosa che cura molto il suo aspetto. Appartiene al Jikochu Trio e non sopporta Regina. In una circostanza, a causa di uno scambio, trova il Commune Artificiale (人工コミューン?, Jinkō Komyūn), oggetto simile al Glitter Pad costruito da Sebastian, e lo usa sotto il nome dell'eroina Marmellata Sgargiante (キューティーマダム?, Kyūtī Madamu, Cutie Madame) per salvare le persone dagli incidenti che lei stessa causa di proposito in modo da attirare grandi folle e diventare famosa; in seguito si scopre la verità e il dispositivo viene distrutto.  Riceve per un breve periodo il Blood Ring, un anello controllabile dai grandi poteri, creato dalla Janergy di Leva e Gula, che viene però distrutto dopo che Bel lo usa con quello di Ira contro le Pretty Cure. Il suo nome deriva da Mammona, il demone che rappresenta il vizio capitale dell'avarizia.
Bel (ベール?, Bēru)
Doppiato da: Kazuhiro Yamaji (ed. giapponese), Emilio Mauro Barchiesi (ed. italiana)
È un uomo pigro che porta la barba e i baffi, ma serve Regina facendo tutto quello che lei gli chiede. Appartiene al Jikochu Trio, indossa scuri occhiali da sole e ha sempre un lecca-lecca in bocca. Agisce in modo più spietato rispetto agli altri e mira ad essere almeno tra i piani alti del Regno dell'Oscurità. Nonostante siano al servizio di King Jikochu come lui, elimina definitivamente Leva e Gula e dalla loro Janergy crea i Blood Ring, anelli controllabili dai grandi poteri, che consegna a Ira e Mammo; essi vengono però distrutti da lui stesso che li usa durante un combattimento contro le Pretty Cure, diventando il gigante Super Bel. Dopo che King Jikochu viene distrutto, ingerisce una piccola parte di cellule Jikochu, proto-Jikochu, per eliminare le Pretty Cure e Regina; così facendo, fornisce un nuovo corpo all'entità che aveva posseduto il re del Regno di Splendorious, ma viene sconfitto da Cure Heart Modalità Partenone e diventa un topo. Il suo nome deriva da Belfagor, il demone che rappresenta il vizio capitale dell'accidia.
Riva (リーヴァ?, Rīva, Leva)
Doppiato da: Nobuo Tobita (ed. giapponese), ? (ed. italiana)
Vice di King Jikochu, fa coppia con Gula. È un uomo alto con la barba che porta il rossetto; ha una parlata molto femminile e si rivolge a Bel con il suffisso "-chan". Prima di venire sulla Terra, ha distrutto altri tre mondi insieme a Gula e il cappello a cilindro che porta è in grado di tagliare qualsiasi cosa. Viene eliminato insieme al compagno da Bel. Il suo nome deriva da Leviatano, il mostro marino che, secondo la classificazione di Peter Binsfeld, rappresenta il vizio capitale dell'invidia.
Gura (グーラ?, Gūra, Gula)
Doppiato da: Masuo Amada (ed. giapponese), ? (ed. italiana)
Vice di King Jikochu, fa coppia con Leva. È un uomo molto robusto a cui piace mangiare, e con i suoi denti aguzzi e affilati è in grado di masticare qualsiasi cosa; non va d'accordo con Ira. Viene eliminato insieme al compagno da Bel. Il suo nome deriva dalla parola latina "gula", che indica il vizio capitale della gola.
Lust (ルスト?, Rusuto) & Goma (ゴーマ?, Gōma)
Due dei sette generali di King Jikochu che guidarono l'attacco contro il Regno di Splendorious. Sono stati uccisi durante l'invasione e quindi nella serie compaiono solo le loro silhouette. Il nome di Lust è la parola inglese che indica il vizio capitale della lussuria, mentre quello di Goma deriva dalla parola giapponese "goman", che indica il vizio capitale della superbia.
Distain (ジコチュー?, Jikochū, Jikochu)
Doppiato da: Masami Iwasaki (ed. giapponese), ? (ed. italiana)
È il mostro evocato dai generali di King Jikochu. Si forma da un cuore nero con ali da pipistrello, chiamato Psyche (プシュケー?, Pushukē): questo viene ottenuto manipolando il cuore delle persone in modo che generi pensieri egoistici e diventi nero; il cuore così ottenuto viene poi estratto dal petto del suo proprietario e usato per evocare il mostro. Tuttavia il cuore può anche essere ingerito, facendo assumere a colui che l'ha inghiottito la Beast Mode. Il Jikochu agisce seguendo i desideri dell'umano al quale è stato rubato il cuore e produce Janergy, l'energia che alimenta Re Mercenare e il Jikochu Trio. Regina è in grado di evocarlo anche senza che il cuore delle persone generi egoismo in quanto sfrutta i pensieri più profondi di essi e sono più potenti di quelli normali. Quando il mostro viene purificato, il cuore torna rosa con ali piumate e vola verso il suo possessore originario.

### Regno di Splendorious
Principessa Maria Angelica (マリーアンジュ王女?, Marī Anju Ōjo, Principessa Marie Ange)
Doppiata da: Yuka Imai (ed. giapponese), Greta Bonetti (ed. italiana)
La principessa del Regno di Splendorious, è una ragazza dolce, anche se a volte si comporta da maschiaccio, che studia la cultura del mondo umano e scolpisce piccole statue. Custode di uno dei tre oggetti sacri, la Lancia di Luce, una lancia che trapassa ogni cosa, le piacciono le rose gialle e il karuta, ed è la promessa sposa di Joe. Quando il Regno di Splendorious è stato attaccato dai nemici, Marie Ange ha combattuto al fianco dei soldati, mandando sulla Terra Charles, Raquel e Lance attraverso lo Specchio Magico affinché trovassero le leggendarie guerriere Pretty Cure. Una volta resasi conto di non poter più difendere il regno, ha cercato di scappare nel mondo umano con Cure Sword, ma è stata catturata da Bel, che ha provato a trasformarla in un Jikochu. Per impedirlo, Marie Ange ha diviso il suo cuore, separando l'amore per il suo regno e l'amore per suo padre, che sono diventati rispettivamente Aguri e Regina, e si è trasformata nell'uovo dal quale è poi nata Ai. Dopo tante ricerche, tramite i Cristalli Reali, viene trovata intrappolata in un blocco di ghiaccio sotto un monte, ma successivamente Aguri rivela che è stata soltanto un falso creato per ingannare i nemici. Alla fine comunica di non poter tornare in vita, ma che il suo spirito rimarrà custodito da Ai.
Johnny (ジョー 岡田?, Jō Okada, Joe Okada)
Doppiato da: Takahiro Sakurai (ed. giapponese), Angelo Evangelista (ed. italiana)
È un misterioso giovane che vende gioielli, tra i quali i Ciondoli Glitter, ed è proprietario di un negozio di accessori, l'Antique Shop Solitaire, dove vive e si prende cura di Ai. Si viene a sapere che è un cavaliere del Regno di Splendorious, Jonathan Klondike (ジョナサン・クロンダイク?, Jonasan Kurondaiku), promesso sposo di Marie Ange. Conclusasi la battaglia finale, diventa il primo presidente del Regno di Splendorious, trasformato in repubblica dopo che il re ha abdicato.
Kippie (シャルル?, Sharuru, Charles)
Doppiata da: Kumiko Nishihara (ed. giapponese), Melissa Maccari (ed. italiana)
È una fata rosa che assomiglia a un coniglio, ha un cuore buono e lavora duramente per gli altri. Diventa la partner di Cure Heart e, in originale, finisce le frasi con l'intercalare "sharu" (「シャル」?, "sharu"). Essendo nata dopo l'invasione dei Mercenare nel Regno di Splendorious, non sa nulla riguardo alla sua distruzione. Imparata la tecnica, riesce a trasformarsi in un'umana, assumendo l'aspetto di una ragazza di circa la stessa età di Mana.
Rory (ラケル?, Rakeru, Raquel)
Doppiato da: Yuka Terasaki (ed. giapponese), Danny Francucci (ed. italiana)
È una fata blu che assomiglia a un cane, molto affidabile e maturo. Diventa il partner di Cure Diamond e, in originale, finisce le frasi con l'intercalare "keru" (「ケル」?, "keru"). Essendo nato dopo l'invasione dei Mercenare nel Regno di Splendorious, non sa nulla riguardo alla sua distruzione. Imparata la tecnica, riesce a trasformarsi in un umano, assumendo l'aspetto di un ragazzo più piccolo di Rikka, pur essendo più grande di Charles e Lance. S'innamora di Chihiro, compagna di classe di Mana, Rikka e Makoto, ma l'amore tra umano e fata non è possibile e in più scopre che la ragazza è già fidanzata.
Lance (ランス?, Ransu)
Doppiato da: Ayaka Ōhashi (ed. giapponese), Marco Barbato (ed. italiana)
È una fata arancione che assomiglia a un orsetto, il più piccolo ed è un po' viziato. Diventa il partner di Cure Rosetta e, in originale, finisce le frasi con l'intercalare "de ransu" (「でランス」?, "de ransu"). Essendo nato dopo l'invasione dei Mercenare nel Regno di Splendorious, non sa nulla riguardo alla sua distruzione. Imparata la tecnica, riesce a trasformarsi in un umano, assumendo l'aspetto di un bambino piccolo.
Davi (ダビィ?, Dabī)
Doppiata da: Yumi Uchiyama (ed. giapponese), Ilaria Egitto (ed. italiana)
È una fata viola che assomiglia a un gatto, molto indipendente e gentile. È la partner di Cure Sword e, in originale, finisce le frasi con l'intercalare "dabi" (「だビィ」?, "dabī"). È la più grande tra le fatine, alle quali racconta la distruzione del Regno di Splendorious e insegna alcune cose. Sulla Terra assume l'aspetto di un'umana, chiamandosi DB e facendo la manager di Makoto. Vuole che Makoto socializzi con gli altri, dato che la ragazza tende ad essere solitaria.
Dina (アイちゃん?, Ai-chan, Ai)
Doppiata da: Yuka Imai (ed. giapponese), ? (ed. italiana)
È una neonata che nasce da uno strano uovo, che le Pretty Cure trovano nel negozio di Joe. Possiede vari Ciondoli Glitter e, in originale, dice spesso "kyupirappa~!" (「きゅぴらっぱ～！」?, "kyupirappa~!"), "kyupi~!" (「きゅぴ～！」?, "kyupi~!") o "ai~!" (「アイ～！」?, "ai~!"). Con i suoi poteri può volare e spostare gli oggetti, ma ha bisogno di attenzioni continue onde evitare che combini dei pasticci o si cacci nei guai. Può anche potenziare le Pretty Cure, donando loro forza e velocità aumentate. Si scopre che è il corpo della Principessa Marie Ange, separata dalle due metà del suo cuore e rinata da un uovo quando il Regno di Splendorious è stato distrutto dai nemici. Vive inizialmente con Joe, ma poi usa temporaneamente i suoi poteri per convincere la famiglia di Mana di essere la sorella minore della ragazza e rimane a casa sua. La Principessa Marie Ange spiega che Ai non ha soltanto il ruolo di supporto per le Pretty Cure, ma anche quello di proteggere i cuori delle persone dai Jikochu. Inoltre, poiché sta crescendo, è importante che le venga insegnato a comportarsi nel modo più corretto possibile, al fine di non perdere i suoi poteri e alimentare invece quelli dei nemici. Alla fine della serie lo spirito di Marie Ange rimane custodito dentro di lei.

### Altri personaggi
Sebastian (セバスチャン?, Sebasuchan)
Doppiato da: Izō Oikawa (ed. giapponese), Sergio Lucchetti (ed. italiana)
È il maggiordomo di Alice, della quale esegue qualsiasi genere di ordine immediatamente. Lavora per la famiglia Yotsuba da tanto tempo. Porta dei lunghi baffi e conosce la doppia identità delle Pretty Cure, aiutando a non farla trapelare con le più avanzate tecnologie. Per aiutare maggiormente, costruisce un Commune Artificiale (人工コミューン?, Jinkō Komyūn), oggetto simile al Glitter Pad che lo rende per poco Glitter Sebastian (キュアセバスチャン?, Kyua Sebasuchan, Cure Sebastian) prima di venire distrutto.
Ayumi Aida (相田 あゆみ?, Aida Ayumi)
Doppiata da: Harumi Ueda (ed. giapponese), Greta Bonetti (ed. italiana)
È la madre di Mana e gestisce insieme al marito il ristorante Pigtail.
Kentaro Aida (相田 健太郎?, Aida Kentarō)
Doppiato da: Nobuaki Kanemitsu (ed. giapponese), ? (ed. italiana)
È il padre di Mana e gestisce insieme alla moglie il ristorante Pigtail. È un bravo cuoco e litiga sempre con Sokichi.
Sokichi Bando (坂東 宗吉?, Bandō Sōkichi)
Doppiato da: Akihiko Ishizumi (ed. giapponese), ? (ed. italiana)
È il nonno materno di Mana. È molto scontroso e non va tanto d'accordo con Kentaro, dicendogli che non sa cucinare.
Ryoko Hishikawa (菱川 亮子?, Hishikawa Ryōko)
Doppiata da: Atsuko Yuya (ed. giapponese)
È la madre di Rikka e lavora come pediatra.
Yuzo Hishikawa (菱川 悠蔵?, Hishikawa Yūzō)
Doppiato da: Takeshi Maeda (ed. giapponese)
È il padre di Rikka ed è un fotografo giramondo. Spedisce sempre le sue foto alla famiglia, che gli manca molto.
Shoko Yotsuba (四葉 祥子?, Yotsuba Shōko)
È la madre di Alice.
Seiji Yotsuba (四葉 星児?, Yotsuba Seiji)
Doppiato da: Hidetoshi Nakamura (ed. giapponese), ? (ed. italiana)
È il padre di Alice, presidente delle industrie Yotsuba. Spesso è fuori per lavoro.
Ichiro Yotsuba (四葉 一郎?, Yotsuba Ichirō)
Doppiato da: Mugihito (ed. giapponese), ? (ed. italiana)
È il nonno di Alice, un maestro di arti marziali.
Mari Madoka (円 茉里?, Madoka Mari)
Doppiata da: Jun Karasawa (ed. giapponese), ? (ed. italiana)
È un'anziana signora, maestra nella cerimonia del tè, che vive con Aguri. La bambina la considera una nonna, anche se scopre che non hanno legami di parentela. Ha trovato un anno prima Aguri ancora neonata, dopo averla vista scendere dal cielo e crescere sotto i suoi occhi pochi minuti dopo, quando una misteriosa voce le ha chiesto di prendersi cura di lei. Viene a conoscenza dell'identità delle Pretty Cure.
Signor Kitrig (城戸先生?, Kido-sensei, Professor Kido)
Doppiato da: Issei Maeda (ed. giapponese), ? (ed. italiana)
È l'insegnante della classe di Mana, Rikka, e, in seguito, Makoto.
Hiroshi Jujo (十条 博士?, Jūjō Hiroshi)
Doppiato da: Shūsaku Shirakawa (ed. giapponese)
È il vicepresidente del consiglio studentesco della scuola.
Nicholas (二階堂 拓也?, Nikaidō Takuya, Takuya Nikaido), Tsubasa Momota (百田 翼?, Momota Tsubasa), Melvin (三村?, Mimura, Mimura) & Patty (八嶋 千洋?, Yashima Chihiro, Chihiro Yashima)
Doppiati da: Takuya Satō, Tsubasa Sakurai, Yōhei Ōbayashi e Chihiro Ikki (ed. giapponese), Daniele Di Matteo e Federica Cerruti (ed. italiana)
Sono tre compagni e una compagna di classe di Mana, Rikka, e, in seguito, Makoto. Nikaido è innamorato di Mana, ma si vergogna a dirglielo. Chihiro è fidanzata con un ragazzo di nome Harada.
Jun Saotome (早乙女 純?, Saotome Jun)
Doppiato da: Chihiro Suzuki (ed. giapponese)
È uno studente che frequenta la prima media alla Sea Shell Bay. È un grande ammiratore di Mana, infatti, le chiede di poter diventare un suo apprendista in modo da diventare utile e forte come lei, ma trova molta difficoltà nell'eguagliarla. Decide di prendersi cura del giardino della scuola e in seguito diventa presidente del consiglio studentesco, come successore di Mana.
Nelly Notty (五星 麗奈?, Itsutsuboshi Reina, Reina Itsutsuboshi)
Doppiata da: Hyo-sei (ed. giapponese), ? (ed. italiana)
È una ragazza arrogante e vanitosa, di alta classe sociale, che si rammarica perché vorrebbe avere amiche più sincere come Alice, che considera una rivale sin dall'infanzia. È proprietaria del Notty Rose Garden ed è un'ottima giardiniera. Viene tuttavia a conoscenza dell'identità delle Pretty Cure, ma sceglie di supportarle.
El Morimoto (森本 エル?, Morimoto Eru)
Doppiata da: Satomi Moriya (ed. giapponese)
È una compagna di classe di Aguri. Con quest'ultima, stringe una sincera amicizia.
Mora (メラン?, Meran, Melan)
Doppiata da: Yōko Matsuoka (ed. giapponese), Ludovica Marineo (ed. italiana)
È un'anziana fata che assomiglia ad una tartaruga e abita sull'isola dove è custodito lo Specchio di Cristallo, uno dei tre oggetti sacri, che protegge trasformandosi in un drago. In passato è stata la partner di Cure Empress.
Cure Empress (キュアエンプレス?, Kyua Enpuresu)
Doppiata da: Mayumi Iizuka (ed. giapponese), ? (ed. italiana)
È una Pretty Cure vissuta 10.000 anni fa, custode di uno dei tre oggetti sacri, lo Specchio di Cristallo. Riposa in una lapide sull'isola dove abita Melan. Il suo nome deriva dalla figura dell'Imperatrice, la terza carta degli arcani maggiori dei tarocchi.
Cure Magician (キュアマジシャン?, Kyua Majishan)
È una Pretty Cure vissuta 10.000 anni fa, custode di uno dei tre oggetti sacri, la Miracle Dragon Glaive, arma poi ereditata dalla Principessa Marie Ange. Il suo nome deriva dalla figura del Mago, la prima carta degli arcani maggiori dei tarocchi.
Cure Priestess (キュアプリーステス?, Kyua Purīsutesu)
È una Pretty Cure vissuta 10.000 anni fa, custode di uno dei tre oggetti sacri, l'Eternal Golden Crown. Il suo nome deriva dalla figura della Papessa, la seconda carta degli arcani maggiori dei tarocchi.

## Oggetti magici
Glitter Pad (ラブリーコミューン?, Raburī Komyūn, Lovely Commune)
È lo smartphone in cui si trasformano Kippie, Rory, Lance e Davi, utilizzato da Maya, Rachel, Clara e Mackenzie per diventare Glitter Force. Permette anche di svolgere le normali funzioni di un cellulare.
Ciondoli Glitter (キュアラビーズ?, Kyua Rabīzu, Cure Loveads)
Sono degli speciali oggetti che danno potere alle Glitter Force; alcuni di essi, inoltre, servono per accudire Dina.
Freccia Glitter Cuori (ラブハートアロー?, Rabu Hāto Arō, Love Heart Arrow)
È l'arma delle Glitter Force donata loro quando ricevono un nuovo Ciondolo Glitter da Dina, a sua volta ricevuto da Johnny. È un arco pieghevole con in cima un cuore; ogni guerriera lo usa in maniera diversa: Glitter Cuori come un arco, Glitter Quadri come un tamburello, Glitter Fiori come uno scudo e Glitter Picche come una balestra.
Cristalli Reali (ロイヤルクリスタル?, Roiyaru Kurisutaru, Royal Crystal)
Sono cinque cristalli trovati per caso di colore giallo, blu, viola, rosa e rosso, i quali una volta riuniti sono in grado di risvegliare un grande potere. Possono aprire un portale verso il Regno di Splendorious.
Love Eyes Palette (ラブアイズパレット?, Rabu Aizu Paretto)
È la trousse utilizzata da Glitter Ace per trasformarsi, custodita da Ai. Al suo interno ci sono i cinque Cristalli Reali.
Glitter Stick Scintillante (ラブキッスルージュ?, Rabu Kissu Rūju, Love Kiss Rouge)
È l'arma di Glitter Ace, a forma di rossetto. Può cambiare colore e questo influenza la conseguenza dell'attacco.
Lancia di Luce (ミラクルドラゴングレイブ?, Mirakuru Doragon Gureibu, Miracle Dragon Glaive)
Uno dei tre oggetti sacri appartenuti alle Glitter Force di 10.000 anni fa, era custodito da Cure Magician, successivamente passato a Marie Ange, ed è una lancia di luce che trapassa ogni cosa. Viene localizzata nei sotterranei del palazzo reale di Splendorious, ma quando le Glitter Force tentano di riprenderla, viene sottratta da Regina.
Specchio di Cristallo (マジカルラブリーパッド?, Majikaru Raburī Paddo, Magical Lovely Pad)
Uno dei tre oggetti sacri appartenuti alle Glitter Force di 10.000 anni fa, era custodito da Cure Empress ed è uno specchio di cristallo che riflette ogni verità. Le Glitter Force lo ottengono dopo la prova sottoposta loro da Mora; successivamente, dopo che Riva e Gura lo rompono in battaglia, si trasforma in cinque tablet più piccoli, utilizzati dalle Glitter Force come arma. Ha il potere del teletrasporto e di eliminare il limite dei cinque minuti della trasformazione di Natalie.
Corona della Saggezza (エターナルゴールデンクラウン?, Etānaru Gōruden Kuraun, Eternal Golden Crown)
Uno dei tre oggetti sacri appartenuti alle Glitter Force di 10.000 anni fa, era custodito da Cure Priestess ed è una corona d'oro che possiede tutta la conoscenza. Viene ritrovata da Johnny e, attraverso essa, Natalie viene a conoscenza del suo passato.
Arpa Glitter (マジカルラブリーハープ?, Majikaru Raburī Hāpu, Magical Lovely Harp)
È una versione potenziata dello Specchio di Cristallo, a forma di arpa, che permette la trasformazione in Modalità Reale e attaccare.

## Trasformazioni e attacchi

### Glitter Cuori
- Trasformazione: Maya usa il Glitter Pad e Kippie per trasformarsi e, diventata Glitter Cuori, si presenta al nemico.

- Luce nel cuore (マイ・スイート・ハート?, Mai Suīto Hāto, My Sweet Heart): è l'attacco di Glitter Cuori e di Cure Heart Parthenon Mode. Grazie a Kippie, dopo aver inserito un Ciondolo Glitter nel Glitter Pad e disegnato sullo schermo di esso un cuore, la Glitter Force fa brillare il suo stemma di cuori, dal quale scaturisce un vortice di luce rosa che travolge il nemico.

- Lancio di Cuori (ハート・シュート?, Hāto Shūto, Heart Shoot): è l'attacco di Glitter Cuori con il Freccia Glitter Cuori, utilizzato per la prima volta nell'episodio 9 (11 in originale). Dopo aver inserito un Ciondolo Glitter nell'arco ottenuto, la Glitter Force crea un cuore che, scoccando una freccia, fa esplodere, intrappolando il nemico.

- Heart Dynamite (ハート・ダイナマイト?, Hāto Dainamaito): è l'attacco di Cure Heart con il Magical Lovely Pad, utilizzato per la prima volta nell'episodio 39. Dopo aver inserito nel Magical Lovely Pad un Cure Loveads argentato con scritto "L♡VE", la Pretty Cure crea tanti piccoli cuori che poi unisce in uno solo, intrappolandovi al suo interno il nemico.

- Trasformazione (Modalità Partenone (パルテノン・モード?, Parutenon Mōdo, Parthenon Mode)): è la trasformazione di Glitter Cuori eseguita nell'episodio 49, grazie ai poteri combinati delle altre guerriere e dei tre oggetti sacri.

### Glitter Quadri
- Trasformazione: Rachel usa il Glitter Pad e Rory per trasformarsi e, diventata Glitter Quadri, si presenta al nemico.

- Diamante Lucente (トゥインクル・ダイヤモンド?, Tuinkuru Daiyamondo, Twinkle Diamond): è l'attacco di Glitter Quadri. Grazie a Rory, dopo aver inserito un Ciondolo Glitter nel Glitter Pad e disegnato sullo schermo di esso un cuore, la Glitter Force alza verso l'alto l'indice della mano destra, e, girando su se stessa, fa piovere una tempesta di diamanti azzurri che colpiscono e congelano il nemico.

- Pioggia di Diamanti (ダイヤモンド・シャワー?, Daiyamondo Shawā, Diamond Shower): è l'attacco di Glitter Quadri con il Freccia Glitter Cuori, utilizzato per la prima volta nell'episodio 9 (11 in originale). Dopo aver inserito un Ciondolo Glitter nell'arco ottenuto, la Glitter Force passa una mano sopra di esso, creando una tempesta di diamanti azzurri che colpiscono e congelano il nemico.

- Diamond Swirkle (ダイヤモンド・スワークル?, Daiyamondo Suwākuru): è l'attacco di Cure Diamond con il Magical Lovely Pad, utilizzato per la prima volta nell'episodio 34. Dopo aver inserito nel Magical Lovely Pad un Cure Loveads argentato con scritto "L♡VE", la Pretty Cure crea un cerchio d'acqua sotto il nemico, facendolo ruotare.

- Diamond Blizzard (ダイヤモンド・ブリザード?, Daiyamondo Burizādo): è l'attacco di Cure Diamond con il Love Heart Arrow e Raquel, utilizzato per la prima volta nell'episodio 48. Con l'arco ottenuto, la Pretty Cure crea un vortice ghiacciato, immobilizzando i nemici e se stessa all'interno di un grosso blocco di ghiaccio a forma di diamante.

### Glitter Fiori
- Trasformazione: Clara usa il Glitter Pad e Lance per trasformarsi e, diventata Glitter Fiori, si presenta al nemico.

- Scudo di Fiori (ロゼッタ・ウォール?, Rozetta Uōru, Rosetta Wall): è l'attacco di Glitter Fiori. Grazie a Lance, dopo aver inserito un Ciondolo Glitter nel Glitter Pad e disegnato sullo schermo di esso un cuore, la Glitter Force batte le mani e crea coi palmi degli scudi a forma di quadrifoglio che respingono l'attacco nemico.

- Scudo di Fiori (2ª versione) (ロゼッタ・リフレクション?, Rozetta Rifurekushon, Rosetta Reflection): è l'attacco di Glitter Fiori con il Freccia Glitter Cuori, utilizzato per la prima volta nell'episodio 9 (11 in originale). Dopo aver inserito un Ciondolo Glitter nell'arco ottenuto, la Glitter Force crea un cerchio con esso, trasformandolo in uno scudo a forma di quadrifoglio che può respingere l'attacco nemico, o creare un vortice di energia, o essere lanciato per colpire l'avversario.

- Rosetta Balloon (ロゼッタ・バルーン?, Rozetta Barūn): è l'attacco di Cure Rosetta con il Magical Lovely Pad, utilizzato per la prima volta nell'episodio 33. Dopo aver inserito nel Magical Lovely Pad un Cure Loveads argentato con scritto "L♡VE", la Pretty Cure fa apparire un palloncino che, scoppiando, libera una catena di farfalle che bloccano il nemico.

### Glitter Picche
- Trasformazione: Mackenzie usa il Glitter Pad e Davi per trasformarsi e, diventata Glitter Picche, si presenta al nemico.

- Bagliore di Scintille (ホーリー・ソード?, Hōrī Sōdo, Holy Sword): è l'attacco di Glitter Picche. Grazie a Davi, dopo aver inserito un Ciondolo Glitter nel Glitter Pad e disegnato sullo schermo di esso un cuore, la Glitter Force, con la mano destra, traccia una striscia d'energia viola, dalla quale vengono scagliate delle spade che colpiscono il nemico.

- Spada di Scintille (スパークル・ソード?, Supākuru Sōdo, Sparkle Sword): è l'attacco di Glitter Picche con il Freccia Glitter Cuori, utilizzato per la prima volta nell'episodio 9 (11 in originale). Dopo aver inserito un Ciondolo Glitter nell'arco ottenuto, la Glitter Force scaglia ripetutamente delle spade con esso che colpiscono il nemico.

- Sword Hurricane (ソード・ハリケーン?, Sōdo Harikēn): è l'attacco di Cure Sword con il Magical Lovely Pad, utilizzato per la prima volta nell'episodio 35. Dopo aver inserito nel Magical Lovely Pad un Cure Loveads argentato con scritto "L♡VE", la Pretty Cure scaglia un uragano di spade contro il nemico.

### Glitter Ace
- Trasformazione: Natalie usa la Love Eyes Palette e Dina per trasformarsi e, diventata Glitter Ace, si presenta al nemico.

- Colpo Ace (エース・ショット?, Ēsu Shotto, Ace Shot): è l'attacco di Glitter Ace con il Glitter Stick Scintillante. La Glitter Force utilizza il rossetto per dipingersi le labbra, e con un bacio crea un cuore che scaglia contro il nemico. Se l'arma si colora di rosso purifica il nemico, di viola lo paralizza, di giallo lo immobilizza con delle liane, di blu lo intrappola in una bolla.

- Ace Mirror Flash (エース・ミラー・フラッシュ?, Ēsu Mirā Furasshu): è l'attacco di Cure Ace con il Magical Lovely Pad, utilizzato per la prima volta nell'episodio 32. Dopo aver inserito nel Magical Lovely Pad un Cure Loveads argentato con scritto "L♡VE", la Glitter Force crea tre specchi in grado di accecare il Jikochu che subisce l'attacco.

### In gruppo
- Presentazione: è la frase di presentazione di gruppo delle Glitter Force una volta conclusasi la trasformazione.

- Doppio Calcio (ダブル・キック?, Daburu Kikku, Double Kick): Glitter Cuori e Glitter Picche si lanciano in aria per colpire il nemico con un calcio.

- Freccia del Potere dell'Amicizia (ラブリー・フォース・アロー?, Raburī Fōsu Arō, Lovely Force Arrow): è il primo attacco di gruppo delle Glitter Force, realizzato con il Freccia Glitter Cuori e utilizzato per la prima volta nell'episodio 11 (15 in originale). Dopo aver inserito un Ciondolo Glitter nell'arco, le guerriere trapassano tutte insieme con una freccia un grande cuore di luce, i cui frammenti colpiscono il nemico.

- Scudo del Potere dell'Amicizia (ラブリー・フォース・リフレクション?, Raburī Fōsu Rifurekushon, Lovely Force Reflection): è una variazione del Lovely Force Arrow. Dopo che Glitter Fiori evoca il Freccia Glitter Cuori, Glitter Cuori, Glitter Quadri e Glitter Picche le infondono i loro poteri in modo da creare con l'arma uno scudo a forma di quadrifoglio, dal quale si crea un vortice di energia che colpisce il nemico.

- Cinque Carte Uguali Arco Glitter (ラブリー・ストレート・フラッシュ?, Raburī Sutorēto Furasshu, Lovely Straight Flush): è il secondo attacco di gruppo delle Glitter Force, realizzato con gli Specchi di Cristallo e utilizzato per la prima volta nell'episodio 31. Dopo aver inserito nello Specchio di Cristallo un Ciondolo Glitter dorato con scritto "L♡VE", Glitter Quadri, Glitter Fiori, Glitter Picche e Glitter Ace trasferiscono i loro poteri allo Specchio di Glitter Cuori, che, dopo averli combinati al suo in una carta con disegnato un arco, la lancia contro il nemico.

- Trasformazione (Modalità Reale (エンジェル・モード?, Enjeru Mōdo, Angel Mode)): è la trasformazione delle Glitter Force in Modalità Reale con l'Arpa Glitter, eseguita per la prima volta nell'episodio 40. A tutte le guerriere spunta un paio di ali.
- Scala Reale Assolutamente Perfetta (ロイヤル・ラブリー・ストレート・フラッシュ?, Roiyaru Raburī Sutorēto Furasshu, Royal Lovely Straight Flush): è il terzo attacco di gruppo delle Glitter Force, realizzato con l'Arpa Glitter in Modalità Reale e utilizzato per la prima volta nell'episodio 40. Quando Glitter Cuori suona l'arpa, a tutte le Glitter Force spunta un paio di ali e, quando la guerriera la suona una seconda volta, dal centro del cerchio formato dalle Glitter Force parte un raggio magico che colpisce il nemico.

## Luoghi
Regno di Splendorious (トランプ王国?, Toranpu Ōkoku, Regno Trump)
È un mondo alternativo governato dalla principessa Maria Angelica e protetto da Glitter Picche, dal quale provengono Kippie, Rory, Lance e Davi. Vi si entra ed esce tramite uno Specchio Magico. L'invasione dei Mercenare l'ha semidistrutto e riempito di mostri; dopo averli sconfitti, diventa una repubblica, di cui Johnny è presidente, e viene collegato alla Terra attraverso una crepa creata, in precedenza, da Regina.
gog♡! Jikochu
È una pista da bowling, dove si ritrovano i nemici.
Sea Shell Bay (大貝町?, Ōgai-chō, Ogai)
È la città dove vivono Maya, Rachel, Clara, Mackenzie e Natalie.
Clover Tower (ＴＯＫＹＯ ＣＬＯＶＥＲ ＴＯＷＥＲ?, Tōkyō Kurōbā Tawā, Tokyo Clover Tower)
Situata a Tokyo, Clara ne è la proprietaria. L'edificio è alto 999 metri ed è la torre radio più alta del mondo. Sul tetto presenta un quadrifoglio e all'interno vi sono diversi centri commerciali e un ascensore panoramico. È qui dove Maya si trasforma e incontra per la prima volta Kippie e Glitter Picche.
Ristorante "Pigtail" (洋食屋 「ぶたのしっぽ」?, Yōshokuya "Buta no Shippo")
È il ristorante di famiglia di Maya.
Scuola media Sea Shell Bay (大貝第一中学校?, Ōgai daiichi chūgakkō, Scuola media Ogai)
È la scuola frequentata da Maya, Rachel e, in seguito, anche da Mackenzie. Maya è il presidente del consiglio studentesco e Rachel ne è la segretaria.
Accademia Nanatsu Hashi (七ツ橋学園?, Nanatsu Hashi Gakuen)
È la scuola privata femminile frequentata da Clara.
Splendid Antiques Shop (Ａｎｔｉｑｕｅ Ｓｈｏｐ ソリティア?, Antique Shop Soritia, Antique Shop Solitaire)
È il negozio di accessori di Johnny, aperto vicino al ristorante della famiglia di Maya.

## Episodi
Nella versione occidentale, distribuita anche in lingua italiana, alcuni episodi sono stati tagliati o ricombinati in maniera diversa rispetto all'originale.

### Sigle
La sigla originale di apertura è composta da Chiho Kiyōka con il testo di Shōko Fujibayashi, mentre quelle di chiusura da Dr.Usui con i testi di Takayuki Tonegawa.
Sigla di apertura
- Happy Go Lucky! Dokidoki! Precure (Ｈａｐｐｙ Ｇｏ Ｌｕｃｋｙ！ドキドキ！プリキュア?), cantata da Tomoyo Kurosawa

Sigla di chiusura
- Kono sora no mukou (この空の向こう?), cantata da Hitomi Yoshida (ep. 1-26)
- Love Link (ラブリンク?), cantata da Hitomi Yoshida (ep. 27-49)

Sigla di apertura italiana
- Glitter Force Doki Doki Theme Song, cantata dalle Blush

Sigla di chiusura italiana
- You and I, cantata dalle Blush (ep. 1-15)
- L-O-V-E, cantata dalle Blush (ep. 16-30)

Del video della sigla di testa giapponese sono state realizzate quattro versioni. Tra la prima e la seconda la differenza è minima, in quanto nella seconda cambia solamente la colorazione di alcuni fotogrammi. Nella terza la differenza si riscontra negli ultimi secondi, dove, nella posa finale, le Pretty Cure riassumono le loro identità civili. Nella quarta viene mostrata anche Aguri / Cure Ace.
Per la sigla italiana di testa viene cambiato il testo e la musica, e il video è un collage di episodi e video della sigla originale. Per quelle di coda è cambiato il testo e la musica, ma il video viene mantenuto quello della prima sigla di coda giapponese per You and I. Le sigle sono cantate in lingua inglese dal gruppo musicale Blush. Glitter Force Doki Doki Theme Song e You and I sono composte da Noam Kaniel e da lui prodotte insieme a Juan Carlos Quintero.

### Distribuzione
In Giappone la serie è stata raccolta in una collezione di 16 DVD sia da Marvelous AQL che TC Entertainment tra il 29 maggio 2013 e il 25 aprile 2014. Nei primi 15 DVD sono presenti tre episodi, mentre nell'ultimo quattro.
La serie è stata raccolta anche in quattro cofanetti Blu-ray, pubblicati da Marvelous AQL e TC Entertainment e usciti tra il 27 settembre 2013 e il 28 maggio 2014.

## Film
| Titolo | Prima visione                |
| Titolo | Giapponese (cinematografica) |
| --- | ---------------------------- |
| Eiga Pretty Cure All Stars New Stage 2 - Kokoro no tomodachi (映画 プリキュアオールスターズＮｅｗＳｔａｇｅ２ こころのともだち?, Eiga Purikyua Ōru Sutāzu New Stage 2 Kokoro no tomodachi)                             | 16 marzo 2013                |
| Eiga Dokidoki! Pretty Cure - Mana kekkon!!? Mirai ni tsunagu kibō no dress (映画 ドキドキ！プリキュア マナ結婚！！？未来につなぐ希望のドレス?, Eiga Dokidoki! Purikyua Mana kekkon!!? Mirai ni tsunagu kibō no doresu) | 26 ottobre 2013              |
| Eiga Pretty Cure All Stars New Stage 3 - Eien no tomodachi (映画 プリキュアオールスターズＮｅｗＳｔａｇｅ３ 永遠のともだち?, Eiga Purikyua Ōru Sutāzu New Stage 3 Eien no tomodachi)                                   | 15 marzo 2014                |
| Eiga Pretty Cure All Stars - Haru no carnival♪ (映画 プリキュアオールスターズ 春のカーニバル♪?, Eiga Purikyua Ōru Sutāzu Haru no kānibaru♪)                                                                            | 14 marzo 2015                |
| Eiga Pretty Cure All Stars - Minna de utau♪ Kiseki no mahō! (映画 プリキュアオールスターズ みんなで歌う♪奇跡の魔法！?, Eiga Purikyua Ōru Sutāzu Minna de utau♪ Kiseki no mahō!)                                        | 19 marzo 2016                |
| Eiga HUGtto! Pretty Cure ♡ Futari wa Pretty Cure - All Stars Memories (映画 ＨＵＧっと！プリキュア♡ふたりはプリキュア オールスターズメモリーズ?, Eiga HUGtto! Purikyua ♡ Futari wa Purikyua Ōru Sutāzu Memorīzu)       | 27 ottobre 2018              |
| Eiga Pretty Cure All Stars F (映画 プリキュアオールスターズＦ?, Eiga Purikyua Ōru Sutāzu F) | 15 settembre 2023            |

## Manga
Il manga di Dokidoki! Pretty Cure, disegnato da Futago Kamikita, è stato serializzato sulla rivista Nakayoshi di Kōdansha da marzo 2013 a febbraio 2014. I tredici capitoli, di cui l'ultimo pubblicato solo nel tankōbon, adattano in formato cartaceo l'anime, pur con qualche differenza. I primi sette capitoli, che vanno dall'inizio della storia all'arrivo di Cure Ace, sono stati raccolti il 18 luglio 2013 in un mook. L'intera serie, compreso il tredicesimo e ultimo capitolo, non comparso su Nakayoshi, è stata raccolta in un unico tankōbon il 6 marzo 2014: questo non accadeva da Pretty Cure Splash☆Star.
| Nº                          | Titolo italiano Giapponese 「Kanji」 - Rōmaji - Traduzione letterale | Data di prima pubblicazione           | Data di prima pubblicazione |
| Nº                          | Titolo italiano Giapponese 「Kanji」 - Rōmaji - Traduzione letterale | Giapponese                            |                             |
| Mook (1 volume)             | |                                       |                             |
| Unico                       | Dokidoki! Precure: Ultra marugoto book! 「ドキドキ！プリキュア ウルトラまるごとブック！」 - Dokidoki! Purikyua Urutora marugoto bukku! – "Dokidoki! Pretty Cure: Insieme ad un racconto ultra!" | 18 luglio 2013 ISBN 978-4-06-389768-5 |                             |
| Edizione Wide KC (1 volume) | |                                       |                             |
| Unico                       | Dokidoki! Precure 「ドキドキ！プリキュア」 - Dokidoki! Purikyua – "Dokidoki! Pretty Cure" | 6 marzo 2014 ISBN 978-4-06-337794-1   |                             |

### Altre pubblicazioni
Il 15 marzo 2014 la Gakken Publishing ha pubblicato in Giappone Dokidoki! Precure: Official Complete Book (ドキドキ！プリキュア オフィシャルコンプリートブック?, Dokidoki! Purikyua Ofisharu Konpurīto Bukku) con ISBN 978-4-05-610409-7, libro dedicato alla serie contenenti interviste ai produttori, allo staff degli episodi, alle doppiatrici con retroscena che raccontano la nascita di Dokidoki! Pretty Cure.
Il 17 settembre 2024 è stato pubblicato un romanzo scritto da Ryōta Yamaguchi e illustrato da Akira Takahashi con ISBN 978-4-06-535699-9 ambientato poco tempo dopo la fine della serie, che mostra Mana e le altre tornare a combattere dopo l'arrivo di nuovi nemici.

## CD e videogiochi
Durante il corso della serie sono stati pubblicati diversi CD e raccolte, sia di brani musicali che di colonna sonora, da Marvelous AQL. I videogiochi, invece, sono stati distribuiti da Bandai.
| Nº | Titolo CD | Numero tracce | Data uscita      |
| -- | --- | ------------- | ---------------- |
| 1  | Happy Go Lucky! Dokidoki! Precure / Kono sora no mukou (Ｈａｐｐｙ Ｇｏ Ｌｕｃｋｙ！ドキドキ！プリキュア／この空の向こう?)                                       | 4             | 6 marzo 2013     |
| 2  | Dokidoki! Precure - Character Album: ~SONGBIRD~ (ドキドキ！プリキュア キャラクターアルバム ～ＳＯＮＧＢＩＲＤ～?)                                                | 8             | 29 maggio 2013   |
| 3  | Dokidoki! Precure - Original Soundtrack 1: Precure Sound Love Link!! (ドキドキ！プリキュア オリジナル・サウンドトラック１ プリキュア・サウンド・ラブリンク！！?) | 43            | 29 maggio 2013   |
| 4  | Dokidoki! Precure - Vocal Album 1: Jump up, GIRLS! (ドキドキ！プリキュア ボーカルアルバム１ Ｊｕｍｐ ｕｐ, ＧＩＲＬＳ！?)                                        | 12            | 17 luglio 2013   |
| 5  | Precure Vocal Best BOX (プリキュア ボーカルベストＢＯＸ?) | 240           | 4 settembre 2013 |
| 6  | Love Link (ラブリンク?) | 4             | 4 settembre 2013 |
| 7  | Dokidoki! Precure - Vocal Album 2: ~100% Precure DAYS☆~ (ドキドキ！プリキュア ボーカルアルバム２ ～１００％プリキュアＤＡＹＳ☆～?)                               | 11            | 6 novembre 2013  |
| 8  | Dokidoki! Precure - Original Soundtrack 2: Precure Sound Arrow!! (ドキドキ！プリキュア オリジナル・サウンドトラック２ プリキュア・サウンド・アロー！！?)         | 45            | 20 novembre 2013 |
| 9  | Dokidoki! Precure - Vocal Best (ドキドキ！プリキュア ボーカルベスト?)                                                                                            | 16            | 15 gennaio 2014  |
| 10 | Precure Colorful Collection: Lovely♥Pink (プリキュアカラフルコレクション ラブリー♥ピンク?)                                                                       | 33            | 17 dicembre 2014 |
| 11 | Precure Colorful Collection: Kirakira☆Citrus (プリキュアカラフルコレクション キラキラ☆シトラス?)                                                                 | 27            | 17 dicembre 2014 |
| 12 | Precure Colorful Collection: Twinkle♦Blue (プリキュアカラフルコレクション トゥインクル♦ブルー?)                                                                  | 29            | 17 dicembre 2014 |
| 13 | Precure Colorful Collection: Happy♪Red&White (プリキュアカラフルコレクション ハッピー♪レッド＆ホワイト?)                                                         | 31            | 17 dicembre 2014 |
| 14 | Precure Opening Theme Collection 2004~2016 (プリキュア オープニングテーマコレクション２００４～２０１６?)                                                        | 15            | 3 agosto 2016    |
| 15 | Precure Ending Theme Collection 2004~2016 (プリキュア エンディングテーマコレクション２００４～２０１６?)                                                         | 25            | 25 gennaio 2017  |
| 16 | Precure Vocal Best BOX 2013-2017 (プリキュア ボーカルベストＢＯＸ ２０１３–２０１７?)                                                                            | 127           | 28 marzo 2018    |

| Nº | Titolo videogioco                                                                | Piattaforma                    | Data uscita    |
| -- | -------------------------------------------------------------------------------- | ------------------------------ | -------------- |
| 1  | Dokidoki! Precure: Sawatte oshaberi♪ (ドキドキ！プリキュア さわっておしゃべり♪?) | iOS (iPhone, iPod touch, iPad) | 1º maggio 2013 |
| 2  | Dokidoki! Precure: Narikiri Life! (ドキドキ！プリキュア なりきりライフ！?)       | Nintendo 3DS                   | 1º agosto 2013 |

## Trasmissioni e adattamenti nel mondo
Dokidoki! Pretty Cure è stato trasmesso, oltre che in Giappone, anche in diversi Paesi in tutto il mondo.
| Stato         | Rete televisiva / piattaforma streaming | Data 1ª TV/streaming               |
| ------------- | --------------------------------------- | ---------------------------------- |
| Albania       | Bang Bang                               | 8 maggio – 11 giugno 2018          |
| Corea del Sud | Champ TV, Anione TV                     | 25 luglio – 8 novembre 2016        |
| Hong Kong     | TVB Jade                                | 30 gennaio – 7 aprile 2017         |
| Taiwan        | EBC Movie                               | 23 novembre 2014 – 8 dicembre 2015 |
| Thailandia    | Modern Nine TV, Cartoon Club Channel    | 27 giugno 2020 – 29 maggio 2021    |

I diritti per l'occidente sono stati acquistati da Saban, che ha rinominato la serie Glitter Force Doki Doki, tagliato o ricombinato alcuni episodi e cambiato la colonna sonora, oltre a tutti i nomi, le trasformazioni e gli attacchi, eliminando anche ogni riferimento alla cultura giapponese. È stata resa disponibile su Netflix doppiata in inglese, spagnolo, francese, italiano e tedesco prima delle trasmissioni televisive.
In Corea del Sud la serie ha tradotto il titolo in Simkung! Pretty Cure (심쿵！프리큐어?, lett. "Batticuore! Pretty Cure"). Le sigle sono cantate in coreano e restano invariate le formule di trasformazione e gli attacchi, ma viene eliminato ogni riferimento al Giappone e cambiano tutti i nomi dei personaggi, ad eccezione di Mana e Alice: Rikka è Lucia (루시아?), Makoto è Lira (리라?) e Aguri è Ahring (아링?).
L'adattamento adottato a Taiwan, in cinese, rende la parola Cure con il carattere 天使S (Tiānshǐ), che significa "Angelo", nei nomi delle protagoniste, e con i caratteri ＤｏｋｉＤｏｋｉ！光之美少女S (DokiDoki! Guāng zhīměi shàonǚ, lett. "DokiDoki! Ragazze della Luce") il titolo della serie. Gli episodi, oltre ad essere doppiati, sono anche sottotitolati e mantengono le sigle in originale; le trasformazioni e gli attacchi sono tradotti. A Hong Kong, è stato trasmesso con il titolo 心動！光之美少女S (Xīndòng! Guāng zhīměi shàonǚ, lett. "Batticuore! Ragazze della Luce"), i nomi presentano gli stessi ideogrammi degli originali, ma cambia la pronuncia, le formule di trasformazione restano invariate e gli attacchi sono tradotti.